# Верховище
Верховище — колишній хутір у Ворсівській сільській раді Малинського району Коростенської округи Української СРР.

## Населення
У 1926 році налічувалося 3 жителі, дворів — 1.

## Історія
Розміщувався біля с. Ворсівка. Станом на 17 грудня 1926 року значився в підпорядкуванні Ворсівської сільської ради Малинського району.
Знятий з обліку населених пунктів до 1 жовтня 1941 року.